# الحفاير
الحفاير مركز سعودي، يتبع محافظة الطائف  في منطقة مكة المكرمة. تقع شمال شرق الطائف بمسافة تقارب (180) كم.

## نبذه عنها
يتبع مركز الحفاير لمحافظة الطائف بمنطقة مكة المكرمة.
وتتميز الحفاير بموقعها الممتاز الذي يقع بين مكة المكرمة والمدينة المنورة وكان الحجاج في عهد الخليفة هارون الرشيد يمرون بالحفاير ويرتوون منها الماء وهم في طريقهم لمكة المكرمة.

## معالم الحفاير التاريخية
- بئر الحفاير التاريخية:

وهي التي سميت المنطقة باسمها.
- بركة زبيده وبركة الخرابة:

```
وقد بنتها 
زبيدة بنت جعفر
 زوجة الخليفة العباسي 
هارون الرشيد
 قبل حوالي ألف سنة وذلك لسقيا الحُجٓاج.
```

- قبر قتيل العشق والشاعر الغزلي المعروف دخيل الله الدجيما الثعلي.
- وجود بعض الآثار التاريخية والتي يعود تاريخها لما قبل الاسلام.

## الدوائر الحكومية
- مركز الإمارة.
- مكتب الإشراف على المساجد.
- جمعية البر الخيرية.
- مكتب تحفيظ القران.
- مخطط الحفاير الحكومي التابع للبلدية.
- عدد من المدارس لكل المراحل العمرية والفئات.
- مركز صحي.